# Poikilospermum naucleiflorum
Poikilospermum naucleiflorum là loài thực vật có hoa trong họ Tầm ma. Loài này được (Roxburgh ex Lindl.) Chew miêu tả khoa học đầu tiên năm 1963.